# Jesionna (Stryczowice)
Jesionna – część wsi Stryczowice w Polsce, położona w województwie świętokrzyskim w powiecie ostrowieckim w gminie Waśniów.
W latach 1975–1998 Jesionna administracyjnie należała do województwa kieleckiego.